# Флорина
Фло́рина (греч. Φλώρινα, слав. Лерин) — город на северо-западе Греции, у греко-северомакедонской и греко-албанской границ. Находится на высоте 650 м над уровнем моря, на реке Сакулевас, в 55 км к северо-западу от Козани, в 159 км к западу от Салоник и в 571 км к северо-западу от Афин. Административный центр одноимённой общины (дима) и одноимённой периферийной единицы в периферии Западной Македонии. Население 17 686 жителей по переписи 2011 года.
Через город проходит национальная дорога 2, часть европейского маршрута E86 и национальная дорога 3, часть европейского маршрута E65.
Флорина — центр Флоринской, Преспийской и Эордейской митрополии. Кафедральный собор св. Пантелеимона освящён в 1972 году.

## История
Флорина возникла в византийский период. Вероятно, название города происходит от византийского φλῶρος «зелёный» — из-за климата и растительности региона. Славяне (составляющие примерно 50 % населения города) называют Флорину — Лерин (макед. Лерин, болг. Лерин).
После взятия Константинополя крестоносцами в 1204 году Флорина отошла Михаилу I Комнину Дуке, правившему в Арте. В 1259 году — к Никейской империи. В 1331—1353 годах городом владел сербский король Стефан Урош IV Душан. С 1371 года Флориной владел сербский король Марко. В 1385 году при султане Мураде I Флорина перешла под контроль Османской империи.
Во время Первой Балканской войны 7 ноября 1912 года город был занят греческой армией. Во время Первой мировой войны город был занят болгарами в августе 1916 года. 18 сентября город был освобождён войсками Антанты.
После вторжения нацистской Германии 6 апреля 1941 года Флорина была оккупирована. 1 ноября 1944 года греческая армия освободила Флорину.
В городе было значительное турецкое и славянское население. После навязанного кемалистской Турцией в 1922 году насильственного обмена населением, практически всё турецкое население города и области переселилось в Турцию, а на их место пришли греческие беженцы из Малой Азии, в частности из Понта. После 1940-х годов количество славян значительно сократилось.
В годы гражданской войны в Греции 1946—1949 годов, горы, окружающие Флорину, стали ареной жестоких сражений между правительственными королевскими войсками и прокоммунистической Демократической армией Греции. 12 февраля 1949 года Демократическая армия предприняла отчаянную попытку занять город с целью объявить его временной столицей Свободной Греции, но, несмотря на то что её части проникли в город, не смогла удержать его. 800 бойцов Демократической армии были захоронены в массовом захоронении в центре города.
В 2009 году Коммунистическая партия Греции выкупила этот участок с целью постройки памятника над братской могилой.
В наши дни в городе существует славянская македонская национальная партия Радуга, защищающая интересы славянской этнической македонской общины.

## Климат
Континентальный климат с холодными зимами, большим количеством дождей и снегопадов, из-за географического положения города, высоты над уровнем моря, больших горных хребтов (Ворас (Каймакчалан) 2524 м, Варнус (Пелистер) 2600 м и Вернон (Вици) 2128 м) и наличия озёр в этом районе. Среднегодовая температура составляет 12,1 °C.
Температура воздуха в течение года обычно варьируется от −3,3 °С до 28,3 °C, редко опускаясь ниже −8,8 °C либо поднимаясь выше 32,7 °C.

## Экономика
Флорина является финансовым и торговым центром сельскохозяйственного и животноводческого региона. Основными выращиваемыми культурами являются: зерновые, фасоль, клубника, яблоки, груши, перец, помидоры, виноград и другие. Также производятся мясные и молочные продукты, а также лесоматериалы.
Самыми известными местными продуктами являются красный сладкий перец, традиционные леденцы, бобовые и местные вина.
Благодаря богатым месторождениям лигнитов построена и работает ТЭС Мелити с одним энергоблоком установленной мощностью 330 МВт, принадлежащая Государственной энергетической корпорации Греции (ΔΕΗ). ТЭС построена при участии внешнеторгового объединения «Технопромэкспорт», которое поставило паровую турбину и генератор, изготовленный в 2000 году Ленинградским металлическим заводом.
В 2018 году создана дочерняя компания «Λιγνιτική Μελίτης Α.Ε.» (Lignitiki Melitis S.A.), 100 % акций которой принадлежали ΔΕΗ. В 2022 году компания была поглощена ΔΕΗ.

## Туризм
Чрезвычайно разнообразные природные ландшафты Флорины способствуют развитию здесь экотуризма, с поддержкой Европейского союза.
Флорина это город художников. Здесь живёт множество профессионалов и любителей живописи.
Также есть лыжный курорт Писодери, в местечке Вигла, всего в 18 километрах от Флорины. Он имеет возможность принять множество посетителей и предоставить трассы олимпийского уровня.

## Культура
В городе действуют археологический музей, Музей современного искусства, картинная галерея флоринских художников, публичная библиотека «Βασιλικής Πιτόσκα» и музей народного искусства.

## Сообщество Флорина
В общинное сообщество Флорина входит деревня Симос-Иоанидис. Население 17 907 жителей по переписи 2011 года. Площадь 26,581 км².
| Населённый пункт | Население (2011), человек |
| ---------------- | ------------------------- |
| Симос-Иоанидис   | 221                       |
| Флорина          | 17 686                    |

## Население
| Год  | Население, человек |
| ---- | ------------------ |
| 1991 | 12 849             |
| 2001 | 14 985             |
| 2011 | ↗ 17 686           |

## Города-побратимы
- Скарборо, Канада